# 黃地峒
黃地峒（英語：Wong Tei Tung）是香港新界西貢半島北部一處地方，位於企嶺下海東岸，深涌及榕樹澳之間。目前行政區劃屬於大埔區管轄。該處是現時香港年代最久遠的考古遺址，為一個屬於舊石器時代晚期的石器製造場，使香港史前時期可追溯至35,000至39,000年前。但是，「目前證明遺址年代（距今約4萬年前）的證據，主要還是靠光釋光測年結果，存在一定的質疑空間。如能找到在遺址開山打石、製造工具的古人類生活痕跡，如居住地點、生活情況，或生活工具、爐炭等，則可提供更充分有力的證明。」（羊城晚報，2006年2月12日）張鎮洪自己也认为光釋光年代測定的方法是有質疑的空間，需要其他进一步的证据去證明黃地峒遺址的年代。
此外，古蹟辦其後向其榮譽顧問以及本地和內地的考古學家徵詢意見，並委託香港大學和牛津大學以光學發光的方法測定在該址所收集到的土壤樣本的年代。古蹟辦在考慮過專家意見和年代測定結果後，認為至今沒有足夠科學證據支持黃地垌遺址屬舊石器時代的論點。該考古遺址的性質需經進一步的研究和發掘才能確定。（香港古物古蹟辦事處，2007，頁3）但一直未有进一步研究、反因此认定黃地峒的遺址有35,000至39,000年之說仍有其相榷的空間。此外，香港雨季期間，常有山泥傾瀉，文物的上下层年份也許倒转了，有論點認為黃地峒的石器在三萬五千年至三萬九千年的地層出土，也不表示黃地峒出土的石器有萬五千年至三萬九千年的歷史.
另外，也沒有研究旧石器时代吐露港為陸地及在牛屎洲海灘除便便可檢到大量石器時代遺物這一事實。